# Vita Hludovici
La Vita Hludovici o Vita Hludovici Imperatoris (La Vida de Lluís o la Vida de l'Emperador Lluís) és una biografia anònima de Lluís el Pietós, Emperador del Sacre Imperi i Rei dels Francs entre el 814 i el 840.

## Autor

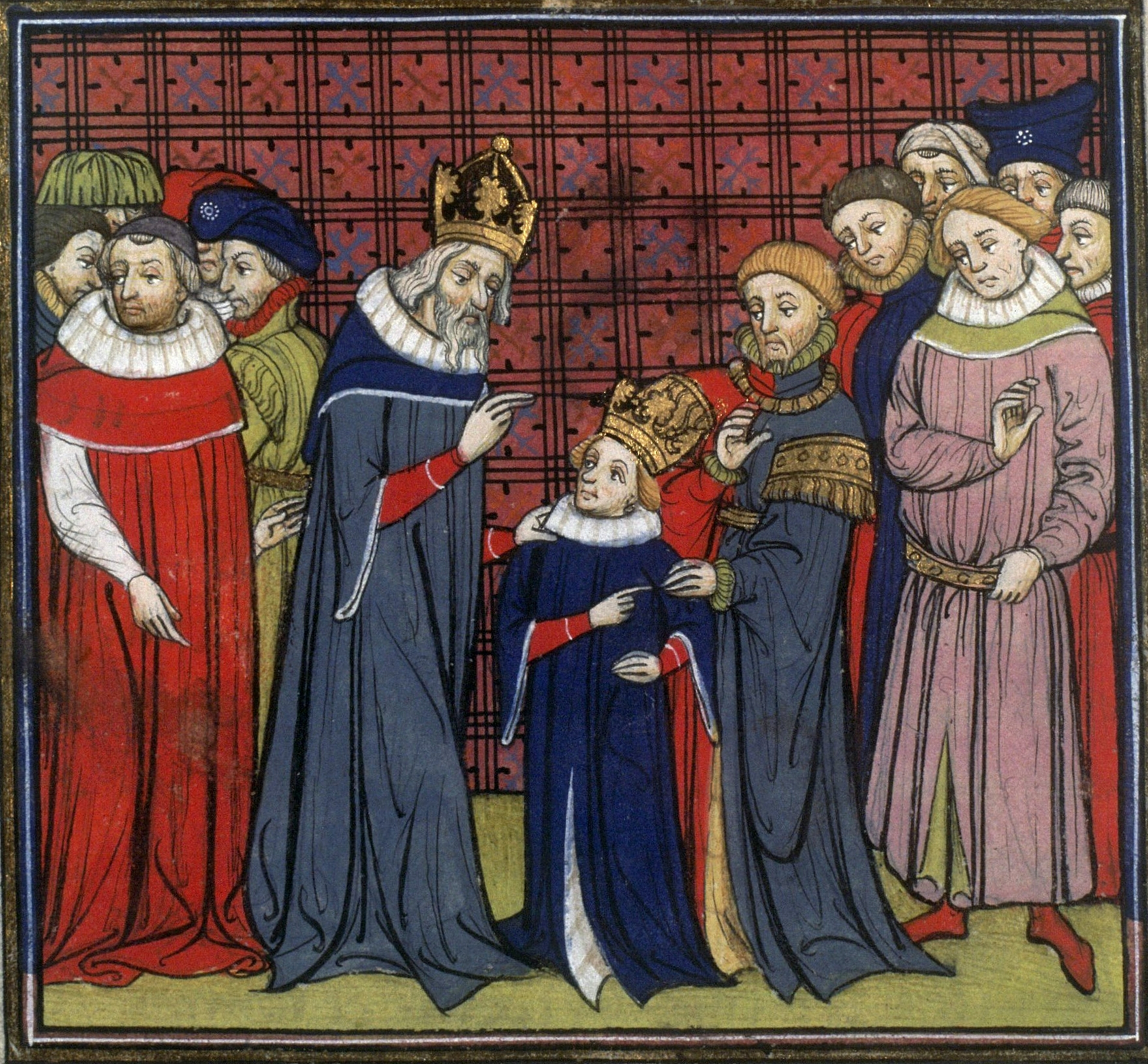
Carlemany corona Lluís el Pietós

El treball fou escrit en llatí durant o poc després de l'any 840 per un autor anònim al qual hom anomena convencionalment “Astronomus”, “l'Astrònom” o alguns cops “l'Astrònom Llemosí”. Això és degut als nombrosos comentaris força detallats en matèries astronòmiques en el treball en el qual es descriu com "un que té coneixement d'aquest tema". Va ocupar un lloc a la cort de Lluís el Pietós, i la seva formació cultural i les referències religioses suggereixen que no era un home d'Església. Hom ha conjecturat, basant-se evidències trobades al text, que l'autor va néixer al voltant de l'any 800 i que la seva nacionalitat no era ni gòtica ni franca
L'actitud de l'autor cap al seu objecte d'estudi és clarament subordinada i d'admiració, tot i així no idealitza Lluís de la mateixa manera com, per exemple, Einhard ho fa a la seva “Vida de Carlemany”. Hom troba que l'autor fa palés un fort rebuig cap als clergues i els excessos de l'Església Franca, donant pes al punt de vista que no estava connectat formalment a l'Església. No obstant això, les idees més populars recentment (vegeu més avall) l'identifiquen com a clergue.

## Identificació

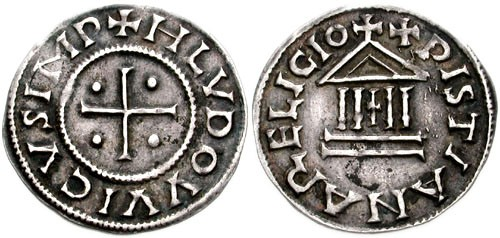
Denari de Lluís (20mm, 1.65 g, 1h). Encunyat 822-840.
Anvers: HLVDOVVICVS IMP.
Revers: XPISTIANA RELIGIO.

S'han fet diversos intents per a identificar l'autor amb un individu particular. El 1729, pensava Von Eckhart que era un notari adjunt a la cort de Lluís entre el 816 i el 839. Von Simson el 1909 va intentar identificar-lo amb l'Ardiaca Gerolt, un clergue de la cort. Max Buchner, l'autor d'un dels estudis moderns més influents del treball de l'Astrònom el 1940, el va identificar amb Hilduin, canceller de Pipí II i Carles el Calb. Ernst Tremp recolza aquesta opinió en el seu important estudi de 1995, encara que Buchner i Tremp difereixen en aproximadament una dècada en la seva datació de l'obra. Tischler, més recentment, ha proposat que l'Astrònom fou Jonàs d'Orleans, però la teoria d'Hilduin segueix sent la més popular entre els historiadors.